# Nepenthes ovata
Nepenthes ovata Nerz & Wistuba, 1994 è una pianta carnivora della famiglia Nepenthaceae, endemica di Sumatra, dove cresce a 1700–2100 m.

## Conservazione
La Lista rossa IUCN classifica Nepenthes ovata come specie a rischio minimo (Least Concern).